# زين العابدين (سلطان آتشيه)
السلطان زين العابدين (توفي في 5 أكتوبر 1579) هو السلطان السابع لآتشيه في شمال سومطرة. كان حكمه هو الأخير من بين ثلاث فترات حكم قصيرة في عام 1579.
زين العابدين هو ابن السلطان غوري الملقب بعبد الله، الذي كان حاكمًا تابعًا لسلطنة دلي وتوفي في معركة عام 1568. وهو حفيد السلطان علاء الدين القهار. بعد الوفاة السريعة للسلاطين علي رعاية شاه الأول والسلطان مودا وسري علم، اعتلى عرش آتشيه عام 1579. ومع ذلك، وفقًا للسجلات، كان مهتمًا فقط بالملذات وكان يستمتع بشكل خاص بمعارك الحيوانات ومعارك الحياة والموت بين البشر. حتى أنه زُعم أنه لم يكن لديه شهية قبل أن يرى تدفق الدم. لذلك قرر وزراؤه التخلص منه، ووضعه المتآمرون على فيل وأحضروه إلى ماكوتا علم حيث قُتل في 5 أكتوبر 1579. وخلفه علاء الدين منصور شاه.